# 达文波特 (佛罗里达州)
达文波特（英語：Davenport）是美国佛罗里达州波克县的一座城市。
根据2000年美国人口普查，达文波特共有1,924人，其中白人占86.85%、非裔美国人占6.91%。